# Le Roy le veult

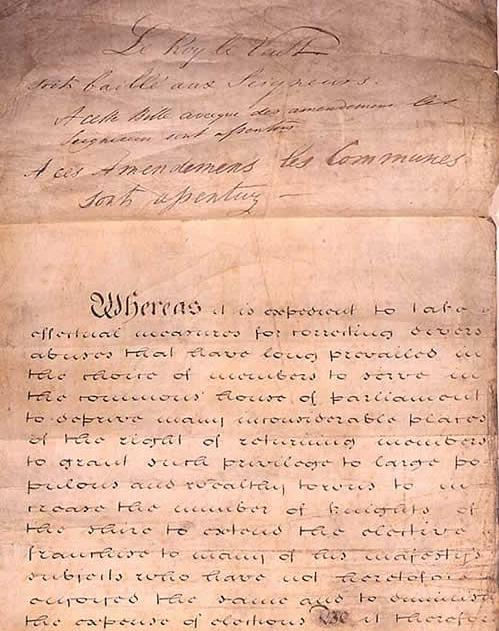
Beginn der Pergamentrolle des Reform Act 1832, mit dem Protokoll des Clerk über die königliche Zustimmung von König Wilhelm IV., die über die Bill geschrieben ist, mit der vollständigen Lesung Le Roy le Veult be bail out to the Lords. A cette Bille avecque des amendemens les Seigneurs sont assentuz. A ces Amendemens les Communes sont assentuz.

La Reyne le veult („Die Königin will es“) beziehungsweise Le Roy le veult („Der König will es“) ist ein normannisch-französischer Ausdruck, der im Parlament des Vereinigten Königreiches verwendet wird, um zu zeigen, dass es sich um ein Gesetz handelt, welches die Royal Assent, die königliche Zustimmung des britischen Monarchen, erhielt. Im heutigen Französisch würden die Sätze La Reine Le Veut beziehungsweise Le Roi Le Veut heißen.

## Geschichte
Die Praxis der Royal Assent stammt aus der Zeit von Wilhelm dem Eroberer. Sie zeigt an, dass der König etwas zum Gesetz machen will. Normannisches Französisch war damals die gewöhnliche Sprache der gebildeten Klassen und die Gesetze wurden auch in dieser Sprache verfasst, obwohl Latein damals sehr verbreitet war. Die Arbeitssprache des Englischen Parlaments war bis zu Regierungszeit von Edward III. vollständig Französisch und vor der Regierungsübernahme von Heinrich VI. (1422–1461, 1470–1471) wurde Englisch nur sehr wenig verwendet. Die Royal Assent wurde damals manchmal auf Englisch erteilt, aber gewöhnlich auf Französisch. Die Praxis Gesetze und Satzungen des Parlaments auf Französisch oder Latein zu verfassen wurde 1488 eingestellt und seitdem werden sie auf Englisch veröffentlicht.
Während der kurzen parlamentarischen Phase, in welcher der Lordprotektor (Oliver Cromwell und später sein Sohn Richard) England regierten, wurde die Zustimmung auf Englisch erteilt. Nach der Restauration 1660 wurde die Royal Asset wieder in normannischen Französisch erteilt und wird es bis heute. Es gab nur einen Versuch sie zu beseitigen. 1706 verabschiedete das House of Lords ein Gesetz „zur Abschaffung des Gebrauchs der französischen Sprache in allen Verfahren des Parlaments und der Gerichte“. Der Gesetzentwurf scheiterte im House of Commons. Obwohl der Gebrauch des Französischen vor Gericht im Jahre 1731 abgeschafft wurde, war die Praxis des Parlaments davon nicht betroffen.

## Verwendung
Die Phrase wird verwendet, um zu zeigen, dass der Monarch einem Gesetzentwurf seine königliche Zustimmung erteilt hat um es zum Gesetz zu machen. Sie wird vom Clerk of the Parliaments im House of Lords verwendet. Zuerst verliest der Lordkanzler gemeinsam mit den anderen Lords Commissioners das Letters patent für das Gesetz vor. Der Clerk of the Crown liest dann den Kurztitel des Gesetzes vor und der Clerk of the Parliaments antwortet mit dem Satz auf jeden Gesetzestitel in Richtung des House of Commons an der Absperrung (bar of the house). Die Phrase wird auch auf das Papier des Gesetzes geschrieben, um zu zeigen, dass das Gesetz die königliche Zustimmung erhalten hat.
Sollte die königliche Zustimmung verweigert werden, wird der Ausdruck La Reyne/Le Roy s’avisera, „Die Königin/der König wird sich beraten“ verwende. Das heißt über das Gesetz würde weiter beraten. Es handelt sich dabei um eine Paraphrase des lateinischen Euphemismus Regina / Rex Consideret („Die Königin/der König wird [die Angelegenheit] prüfen“). Seit Queen Anne, die im Jahre 1708 dem Scottish Militia Bill die Zustimmung verweigert hat, wurde die Phrase nicht mehr verwendet.
Für Money Bills, also Gesetze, die sich nur mit Steuern oder Staatsausgabe, wird der alternative Ausdruck La Reyne / Le Roy remercie ses bons sujets, accepte leur benevolence, et ainsi le veult (" Die Königin / der König dankt ihren / seinen guten Untertanen, akzeptiert ihr Wohlwollen und will es so").
Für Gesetze die für einzelne Personen erlassen werden, wie zum Beispiel Handel’s Naturalisation Act 1727, wird der Ausdruck Soit fait comme il est désiré („Es geschehe, wie es gewünscht ist“) verwendet.
Der Ausdruck Le Roy le veult wurde auch im irischen Parlament (13. Jahrhundert – 1800) verwendet.